# Pterocaulon lanatum
Pterocaulon lanatum là một loài thực vật có hoa trong họ Cúc. Loài này được Kuntze miêu tả khoa học đầu tiên năm 1898.